# Сичово (Верхошижемський район)
Сичо́во (рос. Сычёво) — присілок у складі Верхошижемського району Кіровської області, Росія. Входить до складу Угорського сільського поселення.
Населення становить 24 особи (2010, 51 у 2002).
Національний склад станом на 2002 рік — росіяни 94 %.